# Dymasius luteoargenteus
Dymasius luteoargenteus es una especie de escarabajo del género Dymasius, familia Cerambycidae. Fue descrita científicamente por Jacquot en 2021.
Habita en Vietnam. Los machos y las hembras miden aproximadamente 28,2-33,7 mm. El período de vuelo de esta especie ocurre en los meses de abril y mayo.